# Damernas svikthopp i simhopp vid olympiska sommarspelen 1996
Damernas svikthopp i de olympiska simhoppstävlingarna vid de olympiska sommarspelen 1996 hölls den 30-31 juli i Georgia Tech Campus Recreation Center. 

## Medaljörer
| Gren              | Guld            | Silver                | Brons                  |
| 3 meter svikthopp | Fu Mingxia Kina | Irina Lasjko Ryssland | Annie Pelletier Kanada |

## Resultat
| Placering | Simhoppare                | Kval   | Kval      | Semifinal        | Semifinal        | Semifinal        | Semifinal        | Final            | Final            | Final            |
| Placering | Simhoppare                | Poäng  | Placering | Poäng            | Placering        | Totalt           | Placering        | Poäng            | Placering        | Totalt           |
| --------- | ------------------------- | ------ | --------- | ---------------- | ---------------- | ---------------- | ---------------- | ---------------- | ---------------- | ---------------- |
| 1         | Fu Mingxia (CHN)          | 284,28 | 4         | 221,49           | 3                | 505,77           | 4                | 326,19           | 1                | 547,68           |
| 2         | Irina Lasjko (RUS)        | 271,92 | 8         | 234,51           | 1                | 506,43           | 3                | 277,68           | 6                | 512,19           |
| 3         | Annie Pelletier (CAN)     | 236,58 | 17        | 218,76           | 5                | 455,34           | 12               | 290,88           | 5                | 509,64           |
| 4         | Melisa Moses (USA)        | 279,75 | 6         | 211,95           | 6                | 491,70           | 6                | 296,04           | 3                | 507,99           |
| 5         | Olena Zjupina (UKR)       | 286,47 | 3         | 209,55           | 10               | 496,02           | 5                | 297,72           | 2                | 507,27           |
| 6         | Yuki Motobuchi (JPN)      | 262,71 | 11        | 210,00           | 9                | 472,71           | 11               | 296,04           | 3                | 506,04           |
| 7         | Vera Iljina (RUS)         | 308,88 | 1         | 230,19           | 2                | 539,07           | 1                | 263,37           | 10               | 493,56           |
| 8         | Anna Lindberg (SWE)       | 292,02 | 2         | 220,29           | 4                | 512,31           | 2                | 269,52           | 9                | 489,81           |
| 9         | Jenny Keim (USA)          | 270,48 | 9         | 211,17           | 8                | 481,65           | 7                | 275,46           | 7                | 486,63           |
| 10        | Irina Vjguzova (KAZ)      | 276,45 | 7         | 202,86           | 13               | 479,31           | 10               | 273,06           | 8                | 475,92           |
| 11        | Claudia Bockner (GER)     | 281,31 | 5         | 200,19           | 15               | 481,50           | 8                | 255,51           | 11               | 455,70           |
| 12        | Iryna Pissareva (UKR)     | 269,43 | 10        | 211,23           | 7                | 480,66           | 9                | 236,79           | 12               | 448,02           |
| 13        | María Alcalá (MEX)        | 257,01 | 12        | 193,62           | 16               | 450,63           | 13               | Gick inte vidare | Gick inte vidare | Gick inte vidare |
| 14        | Svetlana Aleksejeva (BLR) | 246,27 | 14        | 200,37           | 14               | 446,64           | 14               | Gick inte vidare | Gick inte vidare | Gick inte vidare |
| 15        | Jodie Rogers (AUS)        | 242,19 | 15        | 204,18           | 12               | 446,37           | 15               | Gick inte vidare | Gick inte vidare | Gick inte vidare |
| 16        | Simona Koch (GER)         | 239,91 | 16        | 204,99           | 11               | 444,90           | 16               | Gick inte vidare | Gick inte vidare | Gick inte vidare |
| 17        | Maria Elena Romero (MEX)  | 252,84 | 13        | 187,35           | 17               | 440,19           | 17               | Gick inte vidare | Gick inte vidare | Gick inte vidare |
| 18        | Jelena Ivanova (KAZ)      | 235,50 | 18        | 187,20           | 18               | 422,70           | 18               | Gick inte vidare | Gick inte vidare | Gick inte vidare |
| 19        | Loudy Tourky (AUS)        | 229,11 | 19        | Gick inte vidare | Gick inte vidare | Gick inte vidare | Gick inte vidare | Gick inte vidare | Gick inte vidare | Gick inte vidare |
| 20        | Arus Gjulbudaghjan (ARM)  | 228,72 | 20        | Gick inte vidare | Gick inte vidare | Gick inte vidare | Gick inte vidare | Gick inte vidare | Gick inte vidare | Gick inte vidare |
| 21        | Eryn Bulmer (CAN)         | 226,74 | 21        | Gick inte vidare | Gick inte vidare | Gick inte vidare | Gick inte vidare | Gick inte vidare | Gick inte vidare | Gick inte vidare |
| 22        | Ri Ok-Rim (PRK)           | 219,63 | 22        | Gick inte vidare | Gick inte vidare | Gick inte vidare | Gick inte vidare | Gick inte vidare | Gick inte vidare | Gick inte vidare |
| 23        | Tan Shuping (CHN)         | 212,49 | 23        | Gick inte vidare | Gick inte vidare | Gick inte vidare | Gick inte vidare | Gick inte vidare | Gick inte vidare | Gick inte vidare |
| 24        | Francesca d'Oriano (ITA)  | 208,77 | 24        | Gick inte vidare | Gick inte vidare | Gick inte vidare | Gick inte vidare | Gick inte vidare | Gick inte vidare | Gick inte vidare |
| 25        | Orsolya Pintér (HUN)      | 206,52 | 25        | Gick inte vidare | Gick inte vidare | Gick inte vidare | Gick inte vidare | Gick inte vidare | Gick inte vidare | Gick inte vidare |
| 26        | Julia Cruz (ESP)          | 205,32 | 26        | Gick inte vidare | Gick inte vidare | Gick inte vidare | Gick inte vidare | Gick inte vidare | Gick inte vidare | Gick inte vidare |
| 27        | Vivian Alberty (PUR)      | 195,18 | 27        | Gick inte vidare | Gick inte vidare | Gick inte vidare | Gick inte vidare | Gick inte vidare | Gick inte vidare | Gick inte vidare |
| 28        | Nana Kazarasjvili (GEO)   | 191,49 | 28        | Gick inte vidare | Gick inte vidare | Gick inte vidare | Gick inte vidare | Gick inte vidare | Gick inte vidare | Gick inte vidare |
| 29        | Natalia Chlemova (TJK)    | 180,54 | 29        | Gick inte vidare | Gick inte vidare | Gick inte vidare | Gick inte vidare | Gick inte vidare | Gick inte vidare | Gick inte vidare |
| 30        | Daphne Hernández (CRC)    | 151,11 | 30        | Gick inte vidare | Gick inte vidare | Gick inte vidare | Gick inte vidare | Gick inte vidare | Gick inte vidare | Gick inte vidare |